# Луцій Цезоній Луцілл Макр Руфініан
Луцій Цезоній Луцілл Макр Руфініан (*Gaius Caesonius Macer Rufinianus, бл. 195 — бл. 255) — державний діяч Римської імперії.

## Життєпис
Походив зі патриціанського роду Цезоніїв. Син Гая Цезонія Макра Руфініана, консула-суфекта 198 року, і Манілії Луцілли.
Кар'єру розпочав десь на початку панування імператора Каракалли. Спочатку увійшов до колегії вігінтівірів, де став одним з децемвірів з судових цивільних розглядів (Decemviri stlitibus judicandis). За різними версіями 212 або між 215 і 217 роком обіймав посаду квестора. Між 220 і 222 роком (за іншою версією 217 року) як імператорський кандидат Геліогабала став претором. Слідом за цим був призначений державним доглядачем (curator rei publicae) міст Суесса і Пуеоли в Кампанії, потім Тускула — Лаціумі.
Десь між 225 і 228 роком легатом діоцезу Карфаген в провінції Проконсульська Африка. В цей же час отримав посаду консула-суффект.
Після цього він став куратором берегів і русла Тібру (Curator Albei Tiberis et cluacarum sacrae urbis). Наприкінці панування імператора Олександра Севера між 230 і 235 роками призначається на посаду куратора акведуків і постачання Рима (Curator aquarum et Miniciae).
У 238 році увійшов до складу колегії двадцяти сенаторів (Vigintiviri ex senatus consulto rei publicae curandae), які тимчасово взяли на себе управління Римською державою після повстання проти імператора Максиміна I і самогубства Гордіана I.
Близько 241 року Руфініан був призначений проконсулом Африки. Висувається версія, що був відправлений туди для придушення рештків повстання Сабініана. 242 року його було призначено на посаду заступника імператора із здійснення судових розглядів (Electus ad cognoscendas vice Caesaris cognitiones). Перебував на посаді до 244 року, коли був звільнений новим імператором Філіппом I.
Втім у 246 році призначається міським префектом Риму, яку обіймав до 254 року. Помер близько 255 року.

## Родина
Дружина — Овінія
Діти:
- Луцій Цезоній Овіній Манлій Руфініан Басс, консул-суфект 261 і 284 років